# Influence de la philosophie de Friedrich Nietzsche sur Martin Heidegger
Heidegger a été un lecteur attentif de Nietzsche et de sa philosophie, « l'adversaire le plus intime » nous dit Michel Haar,, l'adversaire du suprême combat, l'Auseinendersetzung, précisera Pierre Caye (op. cit. p. 155). Il consacre six séminaires à l'étude de son œuvre de 1936 à 1942, qui seront recueillis en deux tomes : Nietzsche I et Nietzsche II en 1961. En 1943, il prononce la conférence « Le mot de Nietzsche, Dieu est mort », reprise dans les Chemins qui ne mènent nulle part. En 1953, il prononce la conférence « Qui est le Zarathoustra de Nietzsche ? », reprise dans les Essais et conférences.
De toutes les études que Heidegger a consacrées aux grands penseurs (Hegel, Kant), aucune n’est aussi vaste, considérable et détaillée que son explication (Auseinendersetzung) avec Nietzsche, étude rendue publique à partir des années trente et publiée en grande partie dans les deux tomes du Nietzsche en 1961, qui comprennent les cours donnés durant les années de 1936 à 1940 à l'Université de Fribourg-en-Brisgau. Pour Hans-Georg Gadamer, ces deux tomes de par leur importance constituaient le véritable pendant à Être et Temps et le compte rendu du débat entretenu avec l'interlocuteur redoutable qu'il s'était inventé en la personne de Nietzsche, qu'il poussait jusqu'à ses conséquences métaphysiques ultimes.
Dans Être et Temps, Nietzsche n'est cité que deux fois, alors que son influence souterraine est profonde et certaine, par exemple au § 53, alors que Heidegger traite de l’« existence authentique », ainsi lorsqu'il est dit du « libre devancement vers la mort » qu’il empêcherait le Dasein de « devenir trop vieux pour ses victoires » (ET, 264) où il s’agit d’un mot du Zarathoustra, tiré d’un chapitre intitulé « De la libre mort », ce qui laisse entendre que Heidegger aurait reconnu en Nietzsche un précurseur dans la pensée de la Finitude.
Ce serait aussi dans son face-à-face avec Nietzsche que Heidegger aurait mis en évidence pour la première fois les catégories métaphysiques qui sont celles de la technique moderne. Cette confrontation aurait été l'occasion de la découverte de la véritable essence du nihilisme comme relevant de l’« oubli de l’être » inhérent au mode de penser métaphysique, autrement dit des thèmes essentiels qui ont conduit au Tournant.
Enfin ce sont les questions posées par Nietzsche qui ont conduit Heidegger à s'interroger sur ce qu'il y avait en amont de la métaphysique.
Il ne s'agira pas ici d'étudier la doctrine de Nietzsche en soi, mais de tenter de résumer l'interprétation qu'en donne Heidegger. Ceci d'un point de vue très particulier mais absolument fondamental pour lui, à savoir le thème de l'achèvement de la métaphysique, résumant et clôturant l'histoire de la philosophie à partir duquel Heidegger interprètera la pensée de Nietzsche.

## Nietzsche, le dernier des métaphysiciens

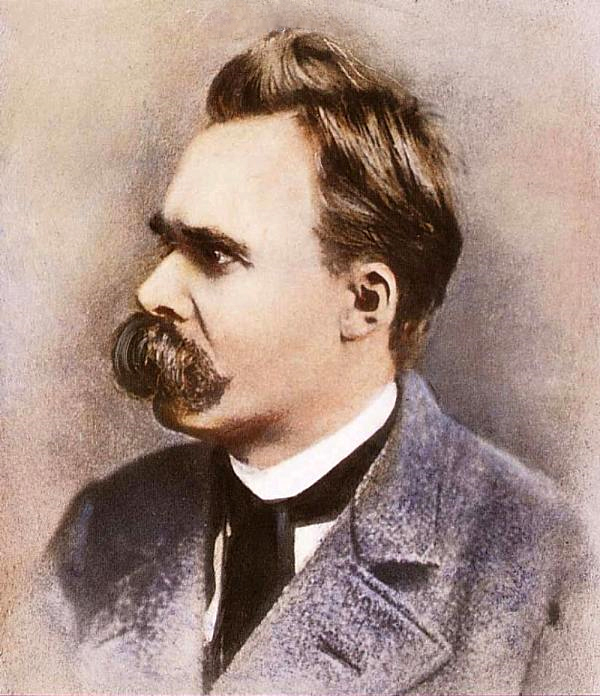
Portrait de Friedrich Nietzsche

À partir de 1936, au terme de sa relecture de l’œuvre de Nietzsche, Heidegger, fait état de l'« achèvement », Verendung  de la métaphysique et postule la nécessité d'un « autre commencement de la pensée », andersanfängliches Denken. Il apparaît que c'est sous l'influence de Nietzsche que Heidegger serait passé du point de vue de la recherche d'un fondement de la Métaphysique, qui avait été le sien jusques et y compris dans Être et Temps, à celui de son dépassement. C'est d'ailleurs à travers ce thème de « l'achèvement de la métaphysique », résumant et clôturant l'histoire de la philosophie que Heidegger interprétera la pensée de Nietzsche.
Pour Heidegger, cette fin n'est donc plus, à proprement parler, une fin mais un aboutissement et l'attestation d'un succès universel de la métaphysique de la Volonté de Puissance,. « L'oubli de l'être et l'identification de l'être et de l'étant devaient nécessairement aboutir à la priorité ontologique de cet étant particulier qu'est l'homme, c'est-à-dire à la subjectivité. À son tour la métaphysique de la subjectivité ne pouvait terminer que comme métaphysique absolue de la volonté de puissance », résume Olivier Huot-Beaulieu.
Il s'agit, comme le décrypte Françoise Dastur, d'accepter, selon l'expression de Heidegger, « en la remettant à sa propre vérité » la métaphysique en ce qu'elle est véritablement, c'est-à-dire : l'expérience authentique de l'oubli de l'être, dans la mesure où cet oubli n'est plus oublié. Au terme de dépassement Überwindung Heidegger va préférer celui d'assomption Verwindung qui souligne la capacité d'accepter la métaphysique en ce qu'elle est et d'accéder à sa vérité,.
Pour Heidegger, loin d'avoir « renversé la métaphysique », Nietzsche, en est le dernier et le plus illustre représentant. Dans son travail Olivier Huot-Beaulieu, le cite « dans sa tentative d’opérer un renversement du platonisme, Nietzsche se trouve à assumer et à accomplir le commencement de la pensée grecque, fermant ainsi le cercle que décrit dans son ensemble la marche de la question recherchant l’étant en tant que tel ». La lecture heideggerienne présente Nietzsche comme « le philosophe qui « parachève la métaphysique » » en en résumant et en clôturant les grandes époques de son histoire pour ouvrir l'époque ultime de l'arraisonnement et du non-sens que nous vivons.
Accessoirement, note Heidegger, Nietzsche, bien qu'il s'en défende, reproduit le schéma en 5 points de la métaphysique classique, en distinguant la « volonté de puissance », l'Éternel retour, la justice, le nihilisme et le surhomme, auxquels il tente de faire correspondre, l'essence, l'existence, la vérité, l'histoire de la vérité et l'humanité de la tradition,.

## L'interprétation heideggerienne des concepts nietzschéens
Et la question centrale qui, d’après Heidegger, domine, cette pensée, serait l'énigme de la connexion entre les « deux paroles fondamentales » que sont la « Volonté de Puissance » et « l'Éternel retour du même », nous dit Jean Beaufret.

### La Philosophie des valeurs

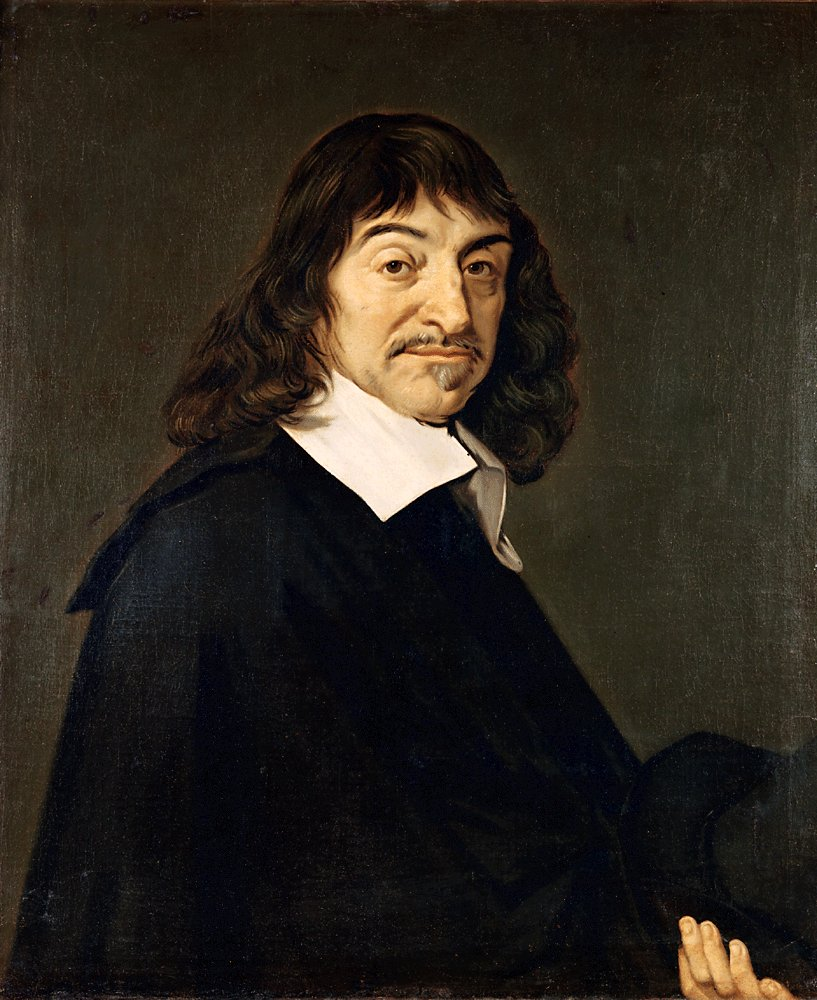
Frans Hals - Portret van René Descartes

Contrairement aux interprètes habituels, Heidegger ne se contente pas d'une description de l'usage que Nietzsche fait de la théorie des valeurs comme « point de vue et perspective du maintien et de l'accroissement de la volonté de puissance ». En priorité et conformément à son point de vue général il cherche d'abord à déterminer la place du penseur dans l'histoire de la métaphysique.
1. Jean Beaufret[18], dans un long chapitre, de son livre consacré au concept de valeur, d'où sont résumés les deux ou trois paragraphes ci-après, donne l'historique complexe de cette notion depuis Platon, en passant par Descartes, Kant, Lotze et enfin Nietzsche. Au départ les Grecs anciens n'ont aucune idée d'une quelconque échelle de valeurs, ce dont ils font l'expérience c'est celle d'une « Phusis » ou φύσις, que Heidegger comprend comme l'autre nom de l'Être, riche en différences radicales entre le beau, le plaisant et l'utile. La métaphysique commence lorsque la question est posée de savoir par « où une chose est dite bonne? » ou par où « une chose est dite belle? », elle commence donc au passage de la prise en vue des biens à l'optique des valeurs.
2. La figure terminale d'un tel destin est la mutation de la vérité en valeur dans la métaphysique de Nietzsche, moins comme « achèvement », que comme « aboutissement » de ce à quoi avait préludé dès longtemps, le virage cartésien souligne Jean Beaufret[18].

### La Volonté de Puissance
Pour comprendre la « volonté de puissance », Wille zur Macht , « en tant qu'essence de l'étant », il faut d'abord se débarrasser du contresens traditionnel sur une « volonté de puissance » qui serait l'équivalent de l'appétit de pouvoir. « La volonté de puissance ne vise pas la puissance comme l'autre d'elle-même, comme un but situé en dehors d'elle, précise Heidegger dans (N II p 265) ». L'équivalent de sens le plus proche pourrait être donné par l'expression, largement utilisée par les traducteurs de « volonté de volonté ». La « Wille zur Macht  » se dépasse elle-même parce que c'est elle, en tant que telle qui se veut, au-delà de toute considération de sens de but ou d'objet. De ce fait, « l'être de l'étant » compris comme « volonté de puissance », cherchant à se dépasser éternellement, sera compris dorénavant par Nietzsche comme « devenir ininterrompu ».Dans l'article « Volonté de puissance » sont déclinés toute une série de citations de Nietzsche sur l'idée complexe qu'il se fait de ce concept.

#### La structure du concept de «Volonté de puissance»
« La valeur n'est plus « en soi » », elle devient essentiellement la perspective projetée par la vue calculatrice de la « volonté de puissance », afin qu'elle puisse s'épanouir, en créant les conditions du maintien et de l'augmentation de la puissance (N II p 269). Les Sciences, la religion, l'art, la politique et même la philosophie sont des formes, des perspectives complexes, à durée de vie relative, destinées à permettre l'épanouissement de la « volonté de puissance ». Le monde est essentiellement chaos mais il implique la volonté de puissance comme principe de position des valeurs.
« Le « Chaos » », ou le Tout de l'étant, bien que absolument dépourvu de sens, reste néanmoins le théâtre de la « volonté de puissance »; il est la transcendance la vie dynamique qui devient, origine de valeur et d'intelligibilité, que Heidegger tentera de rapprocher de sa propre vision de l'alètheia.
Comme le note Françoise Dastur « avec la volonté de puissance, c'est la vérité même du sujet qui se fait jour : à savoir le fait qu'il se veut lui-même inconditionnellement comme unique réalité et seul étant véritable ». Au surplus et, à l'inverse de la tradition, Nietzsche accorde la primauté aux pulsions corporelles et à l'animalité.

#### La «Volonté de puissance» dans l'art
Les deux philosophes présentent d'emblée deux visions conflictuelles sur l'« origine de l'œuvre d'art », voir Michel Haar.
1. Nietzsche s'appuie sur la psychologie et surtout « la physiologie » ,qui génèreraient l'état esthétique du créateur [« l'équivalent de la stimmung pour Heidegger »], à travers l'intensification de force du corps, cette force n'étant rien d'autre que l'expression corporelle de la « volonté de puissance » qui s'accompagne d'un sentiment d'ivresse ; alors que Heidegger veut penser l'art exclusivement à partir de la « vérité de l'œuvre », et écarter résolument tout rôle de la subjectivité humaine. L'opposition ne peut être plus frontale et pourtant Heidegger reconnaît quelque mérite à la vision de Nietzsche. Selon Michel Haar[24] il le fait justement en comprenant l'ivresse créatrice en termes de  Stimmung  relevant de l 'être-au-monde dans son ensemble[N 10].
2. Dans l'un et l'autre cas on relève une certaine passivité de l'artiste, mais alors que pour Nietzsche, il s'agit d'une soumission à des forces qui s'imposent irrésistiblement, comme des forces de la nature, il s'agit plutôt avec Heidegger pour le 'Dasein de saisir sur la base de son « être-jeté », « la plus haute destination de son essence »[25].
3. Pour Heidegger l'élément déterminant de la création c'est la forme que l'artiste perçoit et qui est celle de l'étant et non la sienne. À l'inverse pour Nietzsche les formes ne sont que des fictions utiles, des schémas provisoires servant à exalter provisoirement telle ou telle configuration de forces[26].

### Éternel Retour du même
Pensée complexe, jamais présentée sous forme de doctrine, que Nietzsche qualifie de « pensée la plus lourde » mais qui apparaît seulement d'une manière allusive et éparse dans plusieurs textes, notamment dans les propos de Zarathoustra où Nietzsche tente de l'harmoniser, sans y parvenir véritablement selon Heidegger, avec l'autre parole fondamentale celle de la « volonté de puissance ». Dans l'étude et l'interprétation de ces thèmes que mène Heidegger on ne peut être que frappé par les correspondances, ressemblances voire les identifications qu'ils entretiennent avec ceux du Dasein mis en œuvre dans Être et Temps, c'est du moins l'opinion d'Hannah Arendt. On reconnaîtra des échos de la résolution, de la décision, de la temporalité authentique et de la compréhension développés depuis Être et Temps dans l'interprétation heideggerienne de l'« Éternel Retour ».
Heidegger considèrera comme une faiblesse et une malheureuse dérive positiviste, les tentatives de Nietzsche visant à prouver logiquement cette pensée. Toutefois, il ne suivra pas la légèreté des commentateurs qui croient devoir absoudre l'auteur en expliquant qu'il avait conscience qu'une telle hypothèse n'avait, au fond, aucune valeur du point de vue de ses fondements, mais en avait seulement au niveau de ses implications, qu'elle était seulement utile au déploiement de la « Volonté de puissance ». Heidegger, tout au contraire, maintient, dans le véritable esprit de Nietzsche, qu'il existe bel et bien une « connexion d'essence » entre les deux paroles fondamentales de la  « Volonté de puissance » et  de l' « Éternel retour du même » et que l'une ne va pas sans l'autre.
Trois perspectives sous forme de questions permettent d'approcher la pensée de l' « Éternel retour » :  qui peut accueillir cette pensée ? réponse : le Surhomme ;  quel en est le contenu ? le cercle du Temps; qu'implique-t-elle quant au comportement ? une décision quant au « se-tenir » dans le cercle.

#### L'assentiment du surhomme
L'« Éternel retour du même » ou le désir de revivre toutes choses encore une fois, une éternité de fois selon l'aphorisme 341. C'est à cette pensée « en abîme » que le Sur-homme accorde son assentiment enthousiaste contrairement au dernier homme.
Cette pensée est invoquée de façon explicite dans « Le convalescent » (Zarathoustra, 3e partie) : « Je reviendrais, avec ce soleil et cette terre, avec cet aigle et ce serpent, — non pour une vie nouvelle, ou une meilleure vie, ou une vie ressemblante ; — à jamais, je reviendrais, pour cette même et identique vie, dans le plus grand et aussi bien le plus petit, pour à nouveau de toutes choses enseigner le retour éternel »
La pensée de l'« Éternel Retour » n'offre pas un choix, une alternative aux derniers hommes que nous sommes (Nietzsche I page 218). Il n'y a pas d'un côté les faibles, ceux qui diraient non à la vie et seraient terrorisés par l'Éternel Retour, et de l'autre ceux qui l'auraient accueilli et qui verraient de ce fait leur vie transfigurée, renforcée, dotée d'une « volonté de puissance » multipliée. Le Surhomme, celui qui doit accorder véritablement son assentiment à l' « Éternel Retour », ne saurait être l'expression d'un choix volontaire rationnel et contingent, aucun homme contemporain ne peut porter le poids d'une telle  pensée, même pas Nietzsche lui-même (Nietzsche I page 223). Nietzsche décrit cette pensée comme un ébranlement de l'Être dans sa totalité qui ne peut en aucun cas résulter d'expériences personnelles (Nietzsche I page 210), mais qu'elle est enracinée dans près de deux mille ans d'histoire. Afin de faire commencer la pensée la plus lourde, c'est-à-dire la tragédie, Nietzsche va prendre un détour et s'atteler à créer d'abord le penseur de cette pensée qui sera Zarathoustra. C'est à Zarathoustra qui a d'abord fait l'expérience de la plus extraordinaire solitude que va revenir le rôle d'enseigner l'humanité.

#### Le cercle du temps
À travers l'image du portique, comme « instant » sur l'axe du temps, il y a  césure entre l'infinité de l'avenir et l'infinité du passé, les deux infinis se confondant, le temps qui s'écoule ne peut apparaître que comme circulaire. En raison de cette  rotation, impliquant l'incessant retour du même, de tout ce qui est dans le temps, l'« Éternel retour du même » constitue la modalité d'être de l' « étant dans sa totalité  »(Nietzsche I page 232).
- En raison de ces présupposés, il faut que tout ce qui peut seulement être, ait déjà été en tant qu'étant : car dans un temps infini le cours d'un monde fini est nécessairement déjà accompli.
- Heidegger estime que cette « pensée en abîme », n'est qu'une variation sur le thème de l'interprétation métaphysique du temps dont elle demeure tributaire, restant par là l'ultime écho du platonisme dans le retournement que Nietzsche entreprend[29].
- Toutefois Nietzsche, ne présente pas cette doctrine comme une vérité cosmologique ; toute pensée - métaphysique comme scientifique - est pour lui, interprétation du monde : il n'existe donc pas de fait objectif, de vérité ou de sens absolus, indépendamment du sujet, ce qui intéresse Nietzsche dans cette pensée c'est sa capacité à développer la « volonté de puissance ».

#### Le thème de la décision
Se tenir dans l'instant, s'y maintenir c'est penser authentiquement l'« Éternel retour » (Nietzsche I page 245). C’est dans la décision, que le vouloir résolu se porte au-delà de lui-même, et s’ouvre un espace où il pourra établir sa domination et exercer son commandement. Si la « résolution » dans Être et Temps, découvre des nouvelles possibilités, elle n'a pas ce caractère prométhéen du « vouloir » nietzschéen qui est pour sa part créateur et ordonnateur du monde. Enfin, si la résolution ne coupe pas le  Dasein de son monde mais lui ouvre plutôt authentiquement ce dernier, il en est à fortiori de même pour la « Volonté de puissance », qui soulève et emporte l’homme hors de lui-même, pour de cet instant et à partir de lui-même, en faire un suprême (instant) de liberté, qui lui aussi reviendra, éternellement (Nietzsche I page 310).

### La connexion d'essence entre les deux pensées fondamentales
Dans son Nietzsche I(page 265), Heidegger affirme à l'encontre de tous les commentateurs que la doctrine de la « Volonté de puissance » n'a pu jaillir que du fond même de la doctrine de l'« Éternel retour ».
Dans bien des textes Nietzsche paraît hésiter quant à la pré-éminence de l'une des pensées sur l'autre de la « Volonté de puissance » comme présupposition de l'« Éternel Retour » ou de l' « Éternel Retour » comme fondement de la « Volonté de puissance ». Si l'on suit Heidegger, la « Volonté de puissance », n'est pour  Nietzsche rien d'autre en soi que le vouloir-revenir à ce qui fut déjà et le vouloir aller vers ce qui devra nécessairement être, si bien que l' « Éternel retour », en tant qu'événement dans le temps n'est lui aussi rien d'autre que la « Volonté de puissance », qui serait  le développement du projet primitif antérieur de l'étant, en tant qu' « Éternel Retour » (Nietzsche I page 331).

## Ce qui rapproche les deux philosophes
- Trois positions fondamentales sont d'évidence communes aux deux philosophes : l'anti platonisme, l'athéisme, et une conception dynamique de l'être comme le détaille Joseph Vande Wiele[31].
- Leur athéisme se manifeste à travers deux conceptions de Dieu sensiblement différentes. Chez l'un, Nietzsche, c'est l'idée d'un Dieu symbole du monde supra-sensible, chez l'autre, Heidegger, celui qui est pensé dans la structure onto - théologique de la métaphysique, tout en laissant ouverte la question d'un Dieu ontologiquement autre, voir, le dernier dieu . Ils se rejoignent en ce qu'ils récusent tous deux la notion de présence éternelle et immuable.
- Dans le débat entre Parménide et Héraclite, entre philosophie de l'être et philosophie du devenir, tous deux, entre ces deux présocratiques, sont à classer du côté de Héraclite c'est-à-dire, du côté de la philosophie du devenir et du mouvement.
- On peut dire aussi que la lecture précoce de Nietzsche[N 12], avec d'autres influences, a accru et conforté le sens de l'historicité chez le jeune Heidegger en lui permettant d'échapper à la tradition dominante et conservatrice du néo-kantisme.
- Les deux penseurs, ont le sentiment de vivre un moment historique, une période charnière de l'Histoire du monde . Ils ont tous deux le sentiment que « philosopher » c'est passer outre au domaine « ordinaire » pour s'enquérir de l'« extraordinaire »[32].
- Les deux font retour aux premiers grecs avec une prééminence accordée aux présocratiques. Sur ce sujet, Heidegger rend hommage à la pénétrante intuition de Nietzsche qui ne serait dépassée que par Hölderlin[33].
- Au titre des affinités les deux penseurs attaquent semblablement la métaphysique et ses illusions alors qu'avec l'Introduction à la métaphysique de 1935 se révèle leur intérêt commun pour les présocratiques et pour une « vie libre et volontaire dans les glaces et la haute montagne »[34]
- Hannah Arendt n’hésite pas à situer l’expérience du Tournant dans la pensée de Heidegger la Kehre, comme un événement biographique concret se situant entre la rédaction des deux tomes du Nietzsche (soit aux alentours de 1939)[35].
- Un autre terrain d'affinité est la mise en question tout aussi radicale de l'humanisme et de l'anthropocentrisme [page 196] de[36].
- Dans une lutte tendue, à la recherche d'un nouveau langage philosophique, la figure de Nietzsche tout aussi bien que celle de Hölderlin, va permettre à Heidegger, d'entrevoir en cette étape ultime de la métaphysique de la « volonté de puissance », une ouverture nouvelle à l'histoire donnant un sens à la question du « nouveau commencement »[37].

## Ce qui les distingue et les oppose
- « Nietzsche le plus effréné des platoniciens » ; c'est l'affirmation malicieuse de Heidegger rapportée par Jean Beaufret[38], en raison de la double falsification qu'il fait subir au concept de vérité, l'accentuation du processus[N 13] de remplacement du vrai par le bon qu'avait entamé Platon suivi de celle du "vrai" par le faux en raison du point de vue calculateur de la « volonté de puissance ». Il en va ainsi de la tentative de dissolution de toute visée de sens, que représente la critique nietzschéenne de la conscience qui reste pensée à partir de la métaphysique[39].
- Si Heidegger comme Nietzsche impute à Platon le fait d'avoir perdu le sens de l'art et de la polis, d'être la « fin » du radieux commencement grec, il n'en reconnaît pas moins la nécessité historiale du platonisme comme un trait constant de la métaphysique [note bas de page 196] de[36].
- Avec l'« Éternel retour du même », Nietzsche ne fait, pour Heidegger, que reprendre dans une formule plus obscure le thème constant de la métaphysique depuis l'origine, à savoir, celui de l'être comme présence constante, cet être étant à la base et au fondement de l'étant comme subjectum sous-jacent, ou subjectité.
- Aussi bien la métaphysique de la substance [celle d'Aristote], que celle de la subjectité [Nietzsche], manifestent l'oubli de la phusis, du monde et de l'histoire du dévoilement. L'être au sens propre ne peut pas être pensé à partir de l'étant[40].